# العلاقات اليابانية الماليزية
يشير مصطلح العلاقات اليابانية الماليزية إلى العلاقات الخارجية الثنائية التي تربط اليابان بماليزيا. تعتبر العلاقة التجارية التي جمعت سلطنة ملقا مع مملكة ريوكيو في القرن الخامس عشر أقدم علاقة تاريخية مسجلة بين البلدين. هاجرت مجموعات صغيرة من المستوطنين اليابانيين إلى أجزاء مختلفة من المنطقة التي تعرف اليوم باسم ماليزيا خلال القرن التاسع عشر. استمر انتقال هذه المجموعات إلى القرن العشرين، عندما بدأت العلاقات بين البلدين بالتراجع ووصلت إلى الحضيض مع صعود إمبراطورية اليابان وما تلاها من الغزو والاحتلال الياباني لمالايا وبورنيو البريطانيتين خلال الحرب العالمية الثانية. عادت العلاقات لتتحسن بشكل تدريجي مع انتهاء الحرب، وبلغت ذروتها مع اتباع ماليزيا لسياسة «التوجه شرقًا» خلال فترة الحكم الأولى لرئيس الوزراء مهاتير محمد في ثمانينيات القرن العشرين.
تمتلك اليابان سفارة في العاصمة الماليزية، كوالالامبور، ومكتبًا قنصليًا في مدينة جورج تاون في ولاية بينانق الماليزية، إضافة إلى مكتب قنصلي في مدينة كوتا كينابالو. بالمقابل، تمتلك ماليزيا سفارة في حي شيبويا في العاصمة اليابانية، طوكيو. تربط البلدان علاقات دبلوماسية ودية. يمتلك 80% من الماليزيين، وفقًا لاستطلاع رأي أجرته مؤسسة بيو عام 2013، نظرة إيجابية تجاه اليابان وتأثيرها على المنطقة. 

## التاريخ

### التجارة البحرية
أقامت مملكة ريوكيو علاقات تجارية مع سلطنة ملقا في القرن الخامس عشر. تضمنت المنتجات التي تبادلتها الممالك الواقعة في جنوب شرق آسيا في تلك الحقبة الزمنية منتجات يابانية كالفضة والسيوف والمراوح والأواني المطلية والسواتر الخشبية، ومنتجات صينية كالأعشاب الطبية والعملات المعدنية المصكوكة والسيراميك والأواني الخزفية المزججة والمطرزات والمنسوجات مقابل منتجات ممالك جنوب شرق آسيا التي تضمنت خشب البقم الهندي وقرن وحيد القرن والقصدير والسكر والحديد والعنبر والعاج الهندي واللبان العربي. إجمالًا، سجلت وثائق ريكيداي هوان، التي تعتبر سجلًا يوثق جميع القرارات الرسمية لمملكة ريوكيو، 150 رحلة، انطلقت بين عامي 1424 و 1639، بين المملكة ودول جنوب شرق آسيا على متن السفن الريوكيوية، تضمنت 61 رحلة إلى سيام، و 10 رحلات إلى ملقا و 10 رحلات إلى منطقة فطاني و 8 رحلات إلى جافا، وغيرها من الرحلات. 

### الحرب العالمية الثانية
في القرن العشرين، تمكنت اليابان من إثبات نفسها كقوة إمبراطورية عظمى، وشنت هجمات في جميع أنحاء جنوب شرق آسيا، بما في ذلك منطقة مالايا التي كانت محتلة من قبل بريطانيا في تلك الفترة. شهدت حملة ملايو العسكرية، في 8 ديسمبر من عام 1941، اكتساح الجيش الإمبراطوري اليابناني للقوات البريطانية وقوات الكومنولث. شهد الاحتلال الياباني لتلك المناطق ظهور حركة مناهضة لليابان في مالايا تزايدت شعبيتها مع ازدياد معاداة أهالي تلك المنطقة للغزو الياباني للصين، ما أدى في نهاية الأمر إلى تشكيل جيش الشعب الماليزي المناهض لليابان.
لم تلقَ الحركة الجديدة دعمًا كافيًا من الماليزيين والهنود الذين انخرطوا مع الجيش الإمبراطوري الياباني في دعاية «آسيا للآسيويين»، التي صورت اليابانيين على أنهم منقذو السكان المحليين من الحكم البريطاني. وجد السكان المحليون في قدرة الإمبراطورية اليابانية على طرد المستعمرين الأوروبيين من مناطق جنوب شرق آسيا مصدر إلهام لتحقيق الاستقلال. عمل حزب كساتوان ملايو مودا (اتحاد ملايو للشباب) مع اليابانيين على نشر الإيديولوجيات المعادية للإمبرياليين البريطانيين. مع ذلك، لم تستجب السلطات اليابانية لمطالبات السكان المحليين بالاستقلال. تراجع التأييد الكبير لليابانيين، الأمر الذي مكن البريطانيين من استعادة مالايا وسنغافورة، وتمكنوا أيضًا، مع نهاية الحرب العالمية الثانية، من استعادة السيطرة على محمية شمال بورنيو.

## مقارنة بين البلدين
هذه مقارنة عامة ومرجعية للدولتين:
| وجه المقارنة                                              | اليابان         | ماليزيا       |
| --------------------------------------------------------- | --------------- | ------------- |
| المساحة (كم2)                                             | 377.97 ألف      | 330.29 ألف    |
| عدد السكان (نسمة)                                         | 126.79 مليون    | 31.62 مليون   |
| الكثافة السكانية (ن./كم²)                                 | 335.45          | 95.73         |
| العاصمة                                                   | طوكيو           | كوالالمبور    |
| اللغة الرسمية                                             | اللغة اليابانية | لغة ماليزية   |
| العملة                                                    | ين ياباني       | رينغيت ماليزي |
| الناتج المحلي الإجمالي (بليون دولار)                      | 4.87 تريليون    | 314.50 مليار  |
| الناتج المحلي الإجمالي (تعادل القوة الشرائية) بليون دولار | 5.18 تريليون    | 817.43 مليار  |
| الناتج المحلي الإجمالي الاسمي للفرد دولار أمريكي          | 34.52 ألف       | 9.77 ألف      |
| الناتج المحلي الإجمالي للفرد دولار أمريكي                 | 36.62 ألف       | 25.64 ألف     |
| مؤشر التنمية البشرية                                      | 0.903           | 0.779         |
| رمز المكالمات الدولي                                      | +81             | +60           |
| رمز الإنترنت                                              | .jp             | .my           |
| المنطقة الزمنية                                           | توقيت اليابان   | ت ع م+08:00   |

## مدن متوأمة
في ما يلي قائمة باتفاقيات التوأمة بين مدن يابانية وماليزية:
- ترتبط كاناغاوا مع بينانق باتفاقية توأمة منذ 23 أبريل 1981.[12][12][12][12]
- ترتبط كوتشي مع كوتشينغ باتفاقية توأمة منذ 17 أبريل 1997.[13][13][13]

## منظمات دولية مشتركة
يشترك البلدان في عضوية مجموعة من المنظمات الدولية، منها:
| علم المنظمة | اسم المنظمة                                      | تاريخ انضمام اليابان | تاريخ انضمام ماليزيا |
| ----------- | ------------------------------------------------ | -------------------- | -------------------- |
|             | منتدى التعاون الاقتصادي لدول آسيا والمحيط الهادئ | 6 نوفمبر 1989        | 6 نوفمبر 1989        |
|             | منظمة التجارة العالمية                           | ?                    | ?                    |
|             | الاتحاد البريدي العالمي                          | ?                    | ?                    |
|             | منتدى آسيان الإقليمي ‏                            | ?                    | ?                    |
|             | يونسكو                                           | 2 يوليو 1951         | 16 يونيو 1958        |
|             | الفريق المعني برصد الأرض                         | ?                    | ?                    |
|             | مؤسسة التمويل الدولية                            | 20 يوليو 1956        | 20 مارس 1958         |
|             | المركز الدولي لتسوية المنازعات الاستشارية        | 16 سبتمبر 1967       | 14 أكتوبر 1966       |
|             | بنك التنمية الآسيوي                              | 1966                 | 1966                 |
|             | منظمة حظر الأسلحة الكيميائية                     | ?                    | ?                    |
|             | مؤسسة التنمية الدولية                            | 27 ديسمبر 1960       | 24 سبتمبر 1960       |
|             | وكالة ضمان الاستثمار متعدد الأطراف               | 12 أبريل 1988        | 6 ديسمبر 1991        |
|             | الاتحاد الدولي للاتصالات                         | 29 يناير 1879        | 3 فبراير 1958        |
|             | منظمة الشرطة الجنائية الدولية                    | ?                    | ?                    |
|             | الأمم المتحدة                                    | 18 ديسمبر 1956       | 17 سبتمبر 1957       |
|             | البنك الدولي للإنشاء والتعمير                    | 13 أغسطس 1952        | 7 مارس 1958          |
|             | المنظمة الهيدروغرافية الدولية                    | ?                    | ?                    |

## أعلام
هذه قائمة لبعض الشخصيات التي تربطها علاقات بالبلدين:
- تام شانغ تسونغ (لاعب كرة قدم ماليزي، 24 مايو 1995[20] – )
- تاني يوتاكا (1910 – 17 مارس 1942)

## وصلات خارجية
- موقع وزارة الخارجية اليابانية
- موقع وزارة الخارجية الماليزية